# شهاب‌الدین عادل
شهاب‌الدین عادل (زادهٔ ۲۸ شهریور ۱۳۳۳ در دزفول) عکاس، مستندساز، پژوهشگر و استاد سینما و عکاسی، و همچنین عضو هیأت علمی دانشکده سینما تئاتر دانشگاه هنر است. وی دانش‌آموخته مقطع کارشناسی در رشته سینما از دانشکده هنرهای دراماتیک است، و دوره کارشناسی ارشد و دکترای پژوهش هنر را در دانشگاه هنر گذراند. عادل طی سال‌های ۱۳۸۹ تا ۱۳۹۳ و ۱۳۹۷ تا ۱۴۰۰ ریاست دانشکدهٔ سینما تئاتر را بر عهده داشت. او از اعضای هیئت مؤسس انجمن مدرسان سینمای ایران و انجمن عکاسان سینمای ایران، و عضو انجمن مستندسازان سینمای ایران است. وی عکاس صحنهٔ فیلم‌هایی چون باشو غریبه کوچک، بازمانده و دختری با کفش‌های کتانی بوده و تاکنون چندین نمایشگاه عکس انفرادی و گروهی برگزار کرده‌است. عادل همچنین سابقه انتخاب و داوری در چند دوره از جشنواره‌های سینمایی و دانشجویی را دارد و عضو هیئت تحریریهٔ چند نشریهٔ علمی‌پژوهشی است  . او مدرس دروس سینمایی مانند تاریخ تحلیلی فیلم، آشنایی با سبکهای سینمایی، مستندسازی، تدوین و عکاسی در مقاطع کارشناسی و کارشناسی ارشد سینما است. «سیَه پوشان»، قسمت چهارم مستند تلویزیونیِ شش قسمتیِ «جندی شاپور» (۱۳۷۲)، به کارگردانی او جایزه بهترین فیلم آیینی صدا و سیما را کسب کرد.

## آثار

### عکاسی فیلم
- ستاره دنباله‌دار (۱۳۶۴) به کارگردانی سیروس کاشانی نژاد
- باشو غریبه‌ای کوچک (۱۳۶۴) به کارگردانی بهرام بیضایی
- بازمانده (۱۳۷۳) به کارگردانی سیف‌الله داد
- دختری با کفش‌های کتانی (۱۳۷۷) به کارگردانی رسول صدرعاملی
- شوکران (۱۳۷۷) به کارگردانی بهروز افخمی
- دختران خورشید (۱۳۷۸) به کارگردانی مریم شهریار
- گاوخونی (۱۳۸۱) به کارگردانی بهروز افخمی
- ازدواج به سبک ایرانی (۱۳۸۳) به کارگردانی حسن فتحی

### عکاسی تئاتر
- ازدواج آقای می‌سی‌سی‌پی (۱۳۶۸) به کارگردانی حمید سمندریان (بازیگری احمد آقالو، هما روستا)
- کوروش (۱۳۹۷) به کارگردانی پری صابری [۸]

### کتاب‌ها
- فاشیزم در سینما، دربارهٔ سینمای آلمان نازی (۱۳۶۱)؛ با همکاری پرویز شفا؛ انتشارات هدف
- سینمای آینه زمان ۱ (۱۳۶۲)؛ انتشارات هدف
- سینمای آینه زمان ۲ (۱۳۶۳)؛ انتشارات هدف
- عکاسی فیلم (دربارهٔ تعاریف و فنون عکاسی صحنه فیلم) (۱۳۷۳)؛ انتشارات آن
- سینمای قوم پژوهی (دربارهٔ سینمای قوم نگاری) (۱۳۷۹)؛ انتشارات سروش
- تحولات معاصر در زمان سینمایی (دربارهٔ روایت مدرن در سینما) (۱۳۸۹)؛ معاونت پژوهشی دانشگاه هنر
- نمایشنامه اثبات، نوشته دیوید اوبرن (ترجمه) (۱۳۹۲)؛ انتشارات بیدگل [۹]
- کتاب و فرهنگ، ده گفتگو با شخصیت‌های فرهنگی در نمایشگاه بین‌المللی کتاب (گروه نویسندگان) (۱۳۹۸)؛ خانهٔ کتاب[۱۰]
- ۱۱ شاهکار ماندگار سینمای فرانسه، به انتخاب منتقدان سینمای ایران (گروه نویسندگان) (۱۴۰۰)؛ انتشارات شباهنگ [۱۱]

### مقالات
- مقالات شهاب‌الدین عادل در نورمگز (noormags)
- مقالات شهاب‌الدین عادل در پرتال جامع انسانی (ensani.ir)

### نمایشگاه عکس

#### انفرادی
- گبه در فرهنگسرای ارسباران
- نقش خورشید در فرهنگسرای نیاوران
- ویژن یا نگاه در گالری هفت ثمر
- از عکسی به عکس دیگر در گالری هفت ثمر
- انعکاس در گالری هفت ثمر
- قاب خیال در گالری هفت ثمر
- غریبانه در گالری هفت ثمر
- بافته گبه در گالری هفت ثمر [۱۲]
- ۱۱۰ چهره سینمای ایران در پردیس ملت[۱۳][۱۴][۱۵]
- سرانداز چیت در گالری هفت ثمر [۱۶]
- درخت خاطره در موزه گالری دیدی [۱۷]
- دست‌، راز در گالری هفت ثمر (۱۴۰۳) [۱۸]

#### گروهی
- سه نمایشگاه گروهی انجمن عکاسان در موزه سینما و خانه سینما
- دو نمایشگاه گروهی انجمن عکاسان در فرهنگسرای قصر
- چهار نمایشگاه گروهی «ده روز با عکاسان» در خانه هنرمندان [۱۹][۲۰]
- دو نمایشگاه گروهی دوستداران هفت ثمر (نقاشی، عکس، حج) در گالری هفت ثمر (۱۳۹۸، ۱۳۹۹)[۲۱]